# Billbergia tessmannii
Billbergia tessmannii är en gräsväxtart som beskrevs av Hermann August Theodor Harms. Billbergia tessmannii ingår i släktet Billbergia och familjen Bromeliaceae. Inga underarter finns listade i Catalogue of Life.